# Gussewka (Kaliningrad)
Gussewka (russisch Гусевка, deutsch Drugthenen) ist ein Ort in der russischen Oblast Kaliningrad. Bis 1945 gehörte der Ort zu Deutschland. Heute gehört er zur kommunalen Selbstverwaltungseinheit Stadtkreis Selenogradsk im Rajon Selenogradsk.

## Geographische Lage
Gussewka liegt im Westen des Samlandes 30 Kilometer nordwestlich der Stadt Kaliningrad an einer Nebenstraße, die Dworiki (Klein Dirschkeim) mit Druschba (Kirschappen) verbindet. Eine Bahnanbindung besteht nicht.

## Geschichte
Das Gründungsjahr des bis 1946 Drugthenen genannten Dorfes ist 1427. 
Der Ort bestand aus mehreren großen Höfen, als er 1874 in den Amtsbezirk Kirschappen (heute russisch: Druschba) im Landkreis Fischhausen im Regierungsbezirk Königsberg der preußischen Provinz Ostpreußen eingegliedert wurde. Im Jahre 1910 zählte Drugthenen 135 Einwohner.
Am 17. Oktober 1928 verlor Drugthenen seine Eigenständigkeit, indem es in die Landgemeinde Klein Dirschkeim (heute russisch: Dworiki) eingemeindet wurde. Der Amtsbezirk Kirschappen wurde 1930 in „Amtsbezirk Weidehnen“ (russisch: Schatrowo) umbenannt, der dann von 1939 bis 1945 zum Landkreis Samland gehörte.
Infolge des Zweiten Weltkrieges kam Drugthenen 1945 mit dem nördlichen Ostpreußen zur Sowjetunion. Der Ort erhielt 1947 wieder eigenständig die russische Bezeichnung „Gussewka“ und wurde gleichzeitig dem Dorfsowjet Schatrowski selski sowjet im Rajon Primorsk zugeordnet. Von 2005 bis 2015 gehörte Gussewka zur Landgemeinde Krasnotorowskoje selskoje posselenije und seither zum Stadtkreis Selenogradsk.

## Kirche
Drugthenen mit seinen überwiegend evangelischen Einwohnern war bis 1945 in das Kirchspiel der Pfarrkirche in Thierenberg (russisch: Dunajewka, nicht mehr existent) eingegliedert. Es gehörte zum Kirchenkreis Fischhausen (heute russisch: Primorsk) in der Kirchenprovinz Ostpreußen der Kirche der Altpreußischen Union. Heute liegt Gussewka im Einzugsbereich der evangelisch-lutherischen Auferstehungskirche in Kaliningrad (Königsberg) innerhalb der Propstei Kaliningrad der Evangelisch-lutherischen Kirche Europäisches Russland.